# Trượt tuyết băng đồng tại Thế vận hội Mùa đông 2018 - 4 × 10 kilômét tiếp sức nam
Nội dung 4 × 10 kilômét tiếp sức nam của môn trượt tuyết băng đồng tại Thế vận hội Mùa đông 2018 diễn ra vào ngày 18 tháng 2 năm 2018 tại Alpensia Cross-Country Centre ở Pyeongchang, Hàn Quốc.

## Kết quả
Cuộc đua bắt đầu lúc 15:15.
| Hạng | Số áo | Quốc gia                                                                                                | Thời gian                                 | Kém     |
| ---- | ----- | --- | ----------------------------------------- | ------- |
| 1    | 1     | Na Uy · Didrik Tønseth · Martin Johnsrud Sundby · Simen Hegstad Krüger · Johannes Høsflot Klæbo         | 1:33:04.9 24:59.1 24:51.8 21:19.7 21:54.3 | –       |
| 2    | 2     | Vận động viên Olympic từ Nga · Andrey Larkov · Aleksandr Bolshunov · Aleksey Chervotkin · Denis Spitsov | 1:33:14.3 24:42.1 24:36.7 22:08.0 21:47.5 | +9.4    |
| 3    | 7     | Pháp · Jean-Marc Gaillard · Maurice Manificat · Clément Parisse · Adrien Backscheider                   | 1:33:41.8 24:51.7 24:55.1 21:24.2 22:30.8 | +36.9   |
| 4    | 5     | Phần Lan · Perttu Hyvärinen · Iivo Niskanen · Matti Heikkinen · Lari Lehtonen                           | 1:34:45.4 25:42.9 24:29.8 21:56.5 22:36.2 | +1:40.5 |
| 5    | 3     | Thụy Điển · Jens Burman · Daniel Rickardsson · Marcus Hellner · Calle Halfvarsson                       | 1:35:10.5 25:17.8 25:57.0 21:53.3 22:02.4 | +2:05.6 |
| 6    | 6     | Đức · Andreas Katz · Thomas Bing · Lucas Bögl · Jonas Dobler                                            | 1:35:13.1 25:55.5 25:17.2 21:56.6 22:03.8 | +2:08.2 |
| 7    | 8     | Ý · Maicol Rastelli · Francesco De Fabiani · Giandomenico Salvadori · Federico Pellegrino               | 1:35:40.1 24:50.9 24:52.4 22:39.1 23:17.7 | +2:35.2 |
| 8    | 9     | Kazakhstan · Alexey Poltoranin · Yevgeniy Velichko · Vitaliy Pukhkalo · Denis Volotka                   | 1:36:36.3 24:40.9 25:29.1 23:10.3 23:16.0 | +3:31.4 |
| 9    | 12    | Canada · Len Väljas · Graeme Killick · Russell Kennedy · Knute Johnsgaard                               | 1:36:45.9 25:56.3 25:15.9 22:06.7 23:27.0 | +3:41.0 |
| 10   | 11    | Cộng hòa Séc · Aleš Razým · Martin Jakš · Petr Knop · Michal Novák                                      | 1:37:23.0 25:55.9 25:22.0 22:33.5 23:31.6 | +4:18.1 |
| 11   | 4     | Thụy Sĩ · Jonas Baumann · Dario Cologna · Toni Livers · Roman Furger                                    | 1:38:01.4 26:43.7 24:55.6 23:08.9 23:13.2 | +4:56.5 |
| 12   | 13    | Estonia · Andreas Veerpalu · Algo Kärp · Karel Tammjärv · Raido Ränkel                                  | 1:38:21.7 26:17.7 26:28.8 22:06.5 23:28.7 | +5:16.8 |
| 13   | 14    | Áo · Dominik Baldauf · Max Hauke · Bernhard Tritscher · Luis Stadlober                                  | 1:39:12.9 26:09.4 26:22.2 22:40.8 24:00.5 | +6:08.0 |
| 14   | 10    | Hoa Kỳ · Andrew Newell · Reese Hanneman · Scott Patterson · Noah Hoffman                                | 1:42:29.1 26:09.7 28:17.7 22:58.8 25:02.9 | +9:24.2 |